# Корисні копалини Полтавської області
Корисні копалини Полтавської області — корисні копалини на території Полтавської області.
Полтавська область, розташована в центральній частині України, має різноманіття природних ресурсів. Завдяки своєму природному потенціалу регіон є важливим постачальником корисних копалин, що сприяє розвитку в області різних галузей промисловості (гірничодобувної, металургійної, будівельної, хімічної) та енергетики, а також позитивно впливає на економічний потенціал регіону.
На території Полтавської області видобувають природний газ, нафту, буре й кам'яне вугілля, торф, залізні руди, бішофіт, піски, граніт, суглинок.
За даними «Інвестиційного атласу Полтавської області» від Державної служби геології та надр України, мінерально-сировинна база Полтавської області налічує 370 родовищ із облікованими запасами (в атласі не згадані родовища вугілля):
- 100 родовищ і ділянок вуглеводнів (нафта, газ, конденсат), з яких 90 розробляються;
- 30 родовищ торфу, з яких 1 розробляється;
- 126 родовищ сировини для виробництва будматеріалів (цементна, керамзитова, цегельно-черепична сировина, піски, камінь, крейда), з яких 40 розробляються;
- 107 родовищ підземних вод та лікувальних грязей (підземні питні, мінеральні лікувальні, природні столові, технічні води), з яких 61 розробляється;
- 6 родовищ залізних руд;
- 1 родовище бішофіту.

## Горючі корисні копалини

### Нафта й природний газ

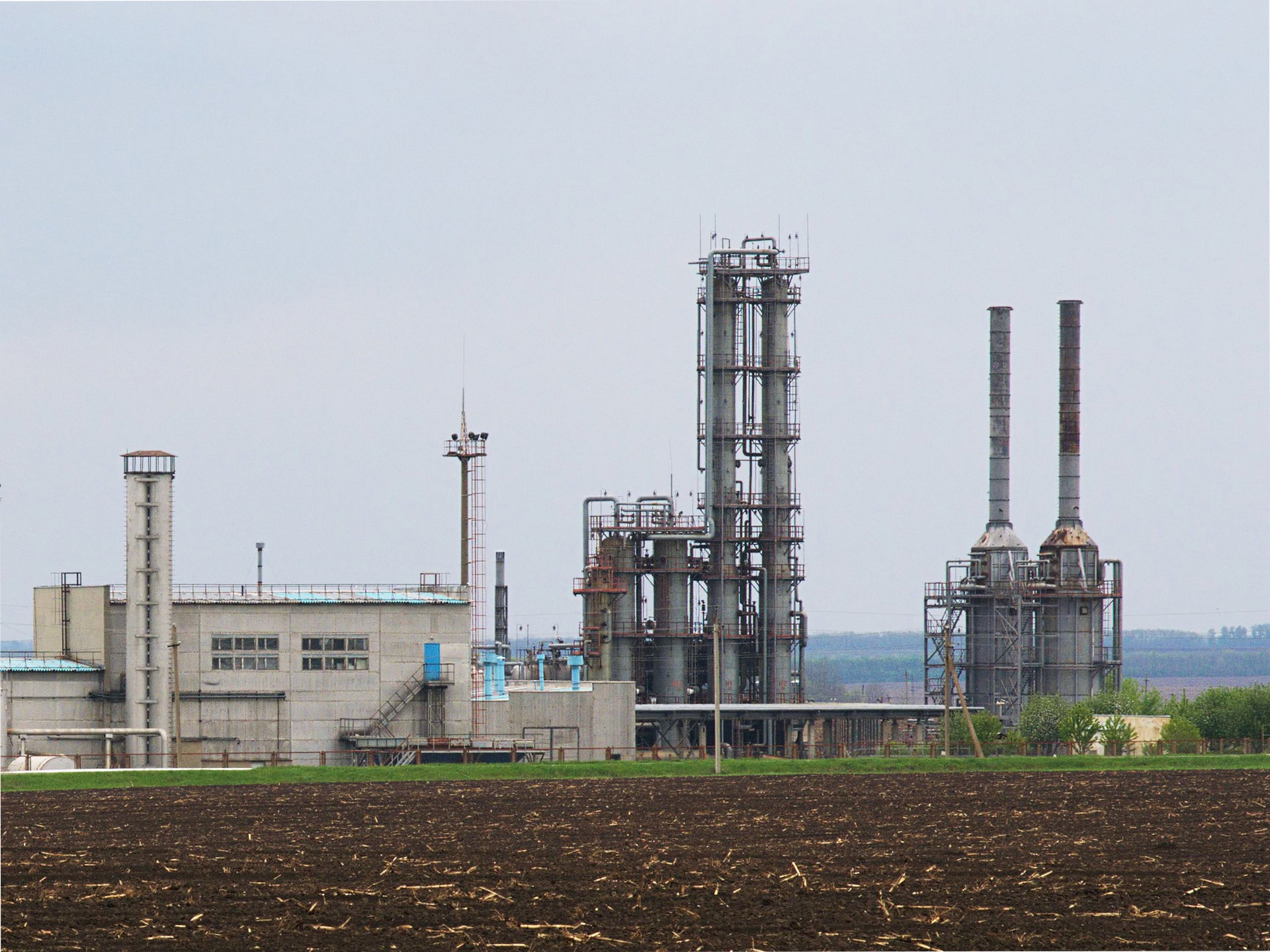
Промисел на Солохівському газоконденсатному родовищі

В області є близько 100 родовищ вуглеводнів, більшість із яких лежить у північній та східній частинах регіону. На північному заході переважають нафтові родовища, тоді як газові й газоконденсатні сконцентровані переважно на південному сході. Область забезпечує 20–22 % загального видобутку нафти в Україні та є одним із провідних регіонів у цій галузі. Нафта Полтавщини, як правило, характеризується низьким вмістом сірки й домішок, тому є придатною для виробництва органічних синтетичних матеріалів.
На Полтавщини видобувають близько 40 % українського газу та кожну п'яту тонну нафти з конденсатом. Станом на 2024 рік Полтавська область була лідером із видобутку газу в Україні.
На території Полтавської області розвідані різні типи родовищ вуглеводнів: нафтові, нафтогазові, газонафтові, нафтогазоконденсатні, газові й газоконденсатні (найбільше — газоконденсатних).
Нафтові родовища:
- Кибинцівське нафтове родовище
- Підліськівське нафтове родовище[5]

Нафтогазові й газонафтові родовища:
- Малосорочинське нафтогазове родовище
- Радченківське нафтогазове родовище
- Решетниківське газонафтове родовище
- Сагайдацьке нафтогазове родовище

Нафтогазоконденсатні родовища:
- Веснянське нафтогазоконденсатне родовище
- Глинсько-Розбишівське нафтогазоконденсатне родовище
- Гнатівське нафтогазоконденсатне родовище
- Західно-Харківцівське нафтогазоконденсатне родовище
- Зачепилівське нафтогазоконденсатне родовище
- Куличихінське нафтогазоконденсатне родовище
- Лиманське нафтогазоконденсатне родовище
- Матвіївське нафтогазоконденсатне родовище
- Новогригорівське нафтогазоконденсатне родовище
- Новомиколаївське (Мовчанівське) нафтогазоконденсатне родовище
- Новоукраїнське нафтогазоконденсатне родовище
- Опішнянське нафтогазоконденсатне родовище
- Середняківське нафтогазоконденсатне родовище
- Скоробагатьківське нафтогазоконденсатне родовище
- Суходолівське нафтогазоконденсатне родовище
- Тимофіївське нафтогазоконденсатне родовище
- Яблунівське нафтогазоконденсатне родовище

Газові родовища:
- Мачухське газове родовище
- Руновщинське газове родовище
- Східно-Руновщинське газове родовище
- Червонозаярське газове родовище

Газоконденсатні родовища:
- Абазівське газоконденсатне родовище
- Байрацьке газоконденсатне родовище
- Білоусівське газоконденсатне родовище
- Більське газоконденсатне родовище
- Валюхівське газоконденсатне родовище
- Гадяцьке газоконденсатне родовище
- Гоголівське газоконденсатне родовище
- Горобцівське газоконденсатне родовище
- Загорянське газоконденсатне родовище
- Західно-Кошовійське газоконденсатне родовище
- Західно-Солохівське газоконденсатне родовище
- Клинсько-Краснознаменське газоконденсатне родовище
- Комишнянське газоконденсатне родовище
- Котелевське газоконденсатне родовище
- Кошовійське газоконденсатне родовище
- Ланнівське газоконденсатне родовище
- Луценківське газоконденсатне родовище
- Макарцівське газоконденсатне родовище
- Машівське газоконденсатне родовище
- Мехедівсько-Голотівщинське газоконденсатне родовище
- Перевозівське газоконденсатне родовище
- Південно-Комишнянське газоконденсатне родовище
- Пірківське газоконденсатне родовище
- Прирічне газоконденсатне родовище
- Розпашнівське газоконденсатне родовище
- Розумівське газоконденсатне родовище
- Руденківське газоконденсатне родовище
- Рудівсько-Заводське газоконденсатне родовище
- Свиридівське газоконденсатне родовище
- Свистунківське газоконденсатне родовище
- Семенцівське газоконденсатне родовище
- Семиренківське газоконденсатне родовище
- Солохівське газоконденсатне родовище
- Сорочинське газоконденсатне родовище
- Степне газоконденсатне родовище
- Східно-Полтавське газоконденсатне родовище
- Східно-Харківцівське газоконденсатне родовище
- Ульянівське газоконденсатне родовище
- Чорнухинське газоконденсатне родовище
- Чутівське газоконденсатне родовище

Подальші перспективи пошуків вуглеводних корисних копалин в області пов'язані з розробкою родовищ на глибинах від 5500 до 6000 метрів.

### Вугілля
У Полтавській області наявні родовища кам'яного та бурого вугілля. У межах колишнього Кобеляцького району, на південному борту Дніпровсько-Донецької западини, у товщі осадових порід були розвідані невеликі поклади антрациту на глибинах 0,6-1,9 км. Вони є частиною найзахіднішої зони Донецького кам'яновугільного басейну, проте наразі не розробляються. Невеликі поклади кам'яного вугілля також були виявлені на територіях колишніх Машівського, Новосанжарського, Решетилівського та Лохвицького районів.
У відкладеннях неогенового періоду неподалік від села Тишки Лубенського району було розвідане велике Сула-Удайське родовище бурого вугілля. У 1980-х роках розпочалася підготовка до його розробки, але згодом роботи були припинені. Пласти вугілля, подібного за характеристиками до вугілля Дніпровського буровугільного басейну, мають товщину 3–4 метри й залягають на глибині від 15 до 100 метрів.

### Торф
У Полтавській області є 30 родовищ торфу, запаси яких оцінюють у 30 млн т. Станом на 2023 рік розробляється лише 1 родовище.

## Рудні корисні копалини

### Залізні руди
На південному заході області, на лівобережжі Дніпра, лежить група родовищ залізних руд, які утворюють Кременчуцький залізорудний район (інша назва — Кременчуцька магнітна аномалія). Кременчуцький залізорудний район був відкритий ще 1928 року геофізиком Андрієм Олександровичем Строною, але систематичні пошуково-розвідувальні роботи розпочалися вже після Другої світової війни.
Кременчуцький залізорудний район, який є однією з важливих сировинних баз залізорудної промисловості України, являє собою смугу метаморфізованих залізисто-кременистих порід і сланців довжиною 45 км, що тягнеться від Дніпра в північно-східному напрямку. Ширина цієї смуги в південній частині — 1-1,5 км, у північній — 3-3,8 км. Загальна площа району — близько 100 кв. км. Загальні запаси — 4504 млн т: залізисті кумінгтоніт-магнгетитові кварцити (1301,9 млн т) із середнім вмістом заліза — 27,4 %, магнетитові кварцити (2933,9 млн т) із середнім вмістом заліза — 32,8 %, багаті залізні руди (268,4 млн т) із середнім вмістом заліза — 58,5 %.
У геоструктурному відношенні Кременчуцький залізорудний район є продовженням Криворізького залізорудного басейну, які разом утворюють Криворізько-Кременчуцьку залізорудну зону (басейн).
Основою Кременчуцької синкліналі є 4 горизонти криворізької серії, з яких Саксаганська (залізорудна) має товщину до 1300 м і складається з 5 підгоризонтів залізистих кварцитів, розділених сланцями. Подекуди на залізистих породах утворюються різноглибинні лінійні кори вивітрювання бурозалізнякового складу. Глибина залягання докембрійських порід, до яких приурочені залізисті кварцити та багаті залізні руди, на півдні району становить 15–20 м, на півночі — 420 м.
Кременчуцький залізорудний район складають 9 родовищ залізистих кварцитів та багатих залізних руд: Горішньоплавнівське, Лавриківське, Єристівське, Біланівське, Галещинське, Василівське, Харченківське, Мануйлівське і Броварське. Ці родовища утворюють два рудних поля: Горішньоплавнівське (південна частина району) і Галещинське (північна частина району).

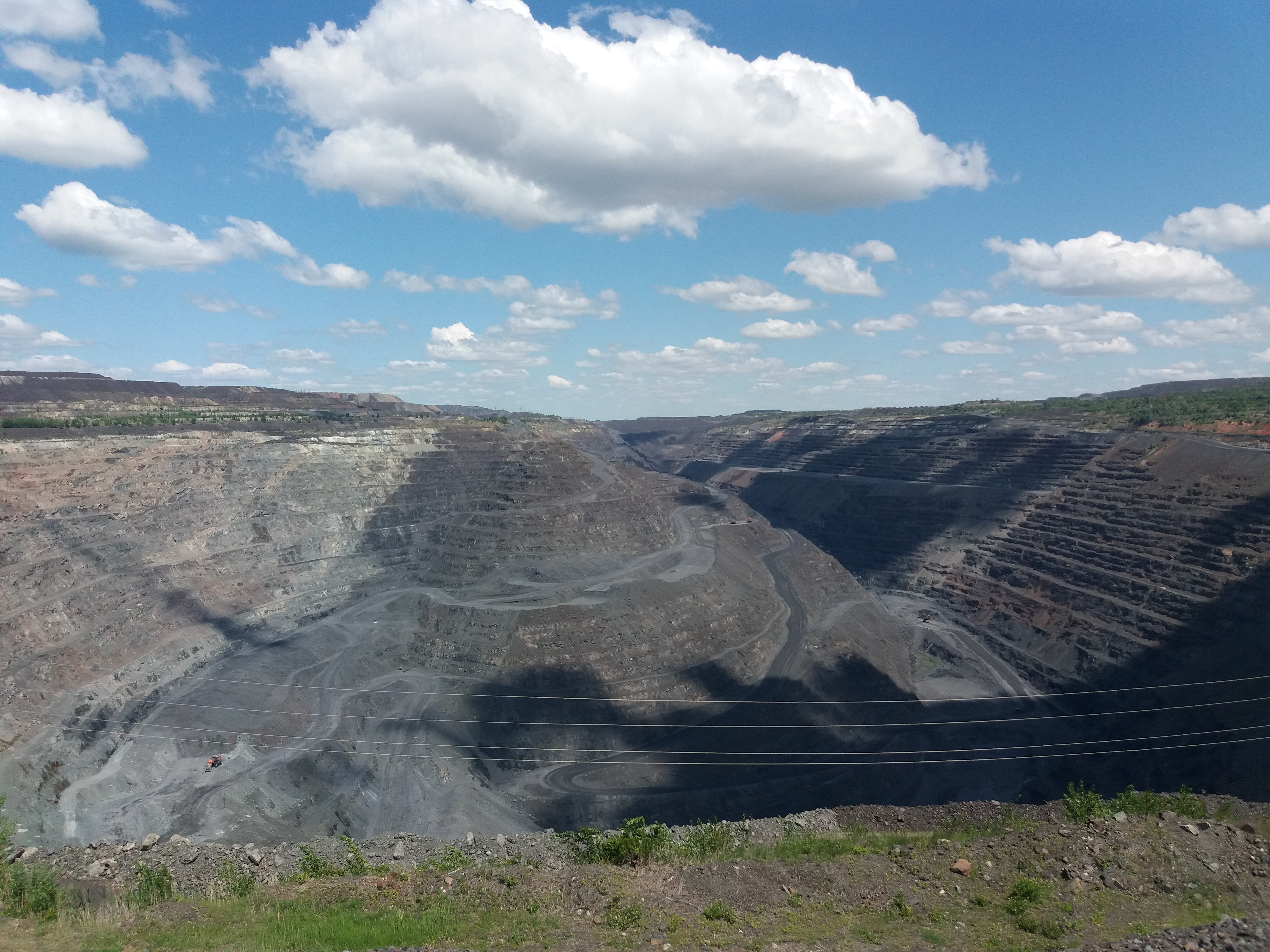
Кар'єр Полтавського гірничо-збагачувального комбінату

Горішньоплавнівське рудне поле складають (із півдня на північ) Горішньоплавнівське, Лавриківське, Єристівське та Біланівське родовища залізистих кварцитів із середнім вмістом заліза 32 %. Перші два родовища розробляються кар'єрами Полтавського ГЗК. У залізних рудах цього поля міститься германій, а також наявний пластовий поклад сірчаних колчеданів потужністю 5–6 м, у складі яких наявні пірит, піротин, сидерит, молібденіт тощо.
Галещинське рудне поле включає Кременчуцьке (Галещинське) родовище з гематит-мартитовими багатими рудами (середній вміст заліза — 58,2 %) й окисненими залізистими кварцитами (середній вміст заліза — 36,4 %). Тут також розвідані Василівське, Харченківське, Мануйлівське й Броварське родовища бідних залізистих кварцитів.
У 2009 році компанією «Ferrexpo» для промислової розробки Біланівського (відкритим способом) й Галещинського (шахтним способом) родовищ у Горішніх Плавнях був створений Біланівський гірничо-збагачувальний комбінат. Програма розвитку підприємства передбачала також будівництво збагачувальної фабрики та фабрики з виробництва окатишів. На території планованої розробки розташовані кулька сіл, мешканці яких мали бути переселені. Але будівництво ще одного ГЗК у регіоні зустріло опір з боку місцевих активістів та екологів через погіршення екологічної ситуації. Станом на 2024 рік Біланівський ГЗК на повну потужність ще не виведений.

### Бішофіт

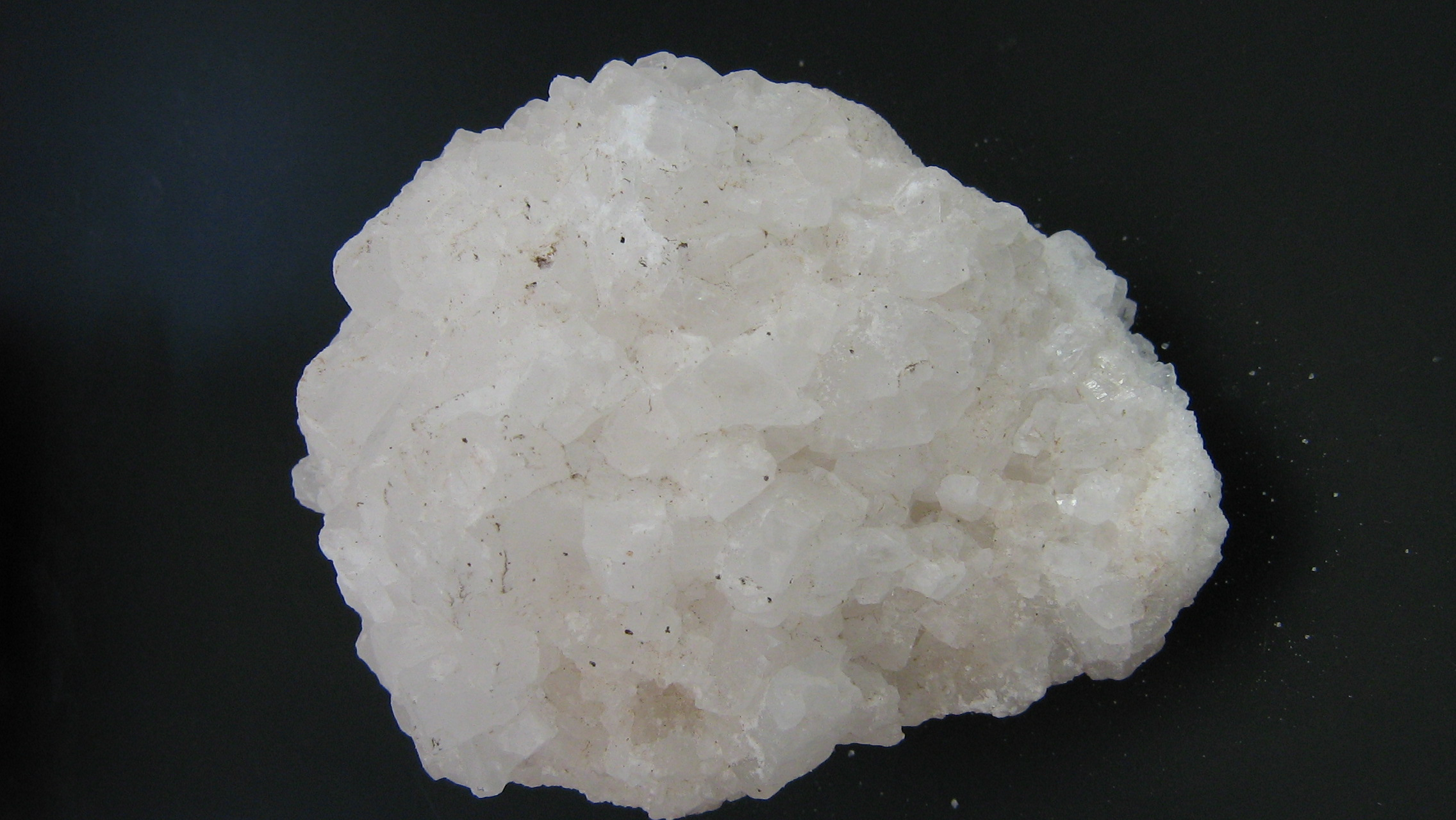
Бішофіт

Промисловий видобуток бішофіту ведеться лише в декількох місцях планети, зокрема на Затуринському родовищі, що лежить на північний схід від села Затурине Полтавського району. Відкрили родовище випадково при пошуках нафти й газу. Вперше пласт бішофіту на Затуринському родовищі був розкритий у 1980 році свердловиною № 407, через яку з 1993 року почали дослідно-промисловий видобуток розчину бішофіту. Після спорудження в 1997 році видобувної свердловини № 1 дослідно-промисловий видобуток здійснювали вже через обидві свердловини одночасно або почергово.
Затуринське родовище має горизонт бішофіту товщиною 14,5–24 м на площі близько 200 га. Видобувають бішофіт із глибини 2678—2856 м. До свердловини закачують воду, яка розмиває поклади бішофіту й під тиском виводить на поверхню сольовий розчин, мінеральний склад якого включає бішофіт (88,47 %), галіт (8,53 %), кізерит (1,87 %), гіпс (0,82 %) та інші солі (0,31 %) із середнім вмістом брому 0,48 %.

## Нерудні корисні копалини

### Граніт та мігматит

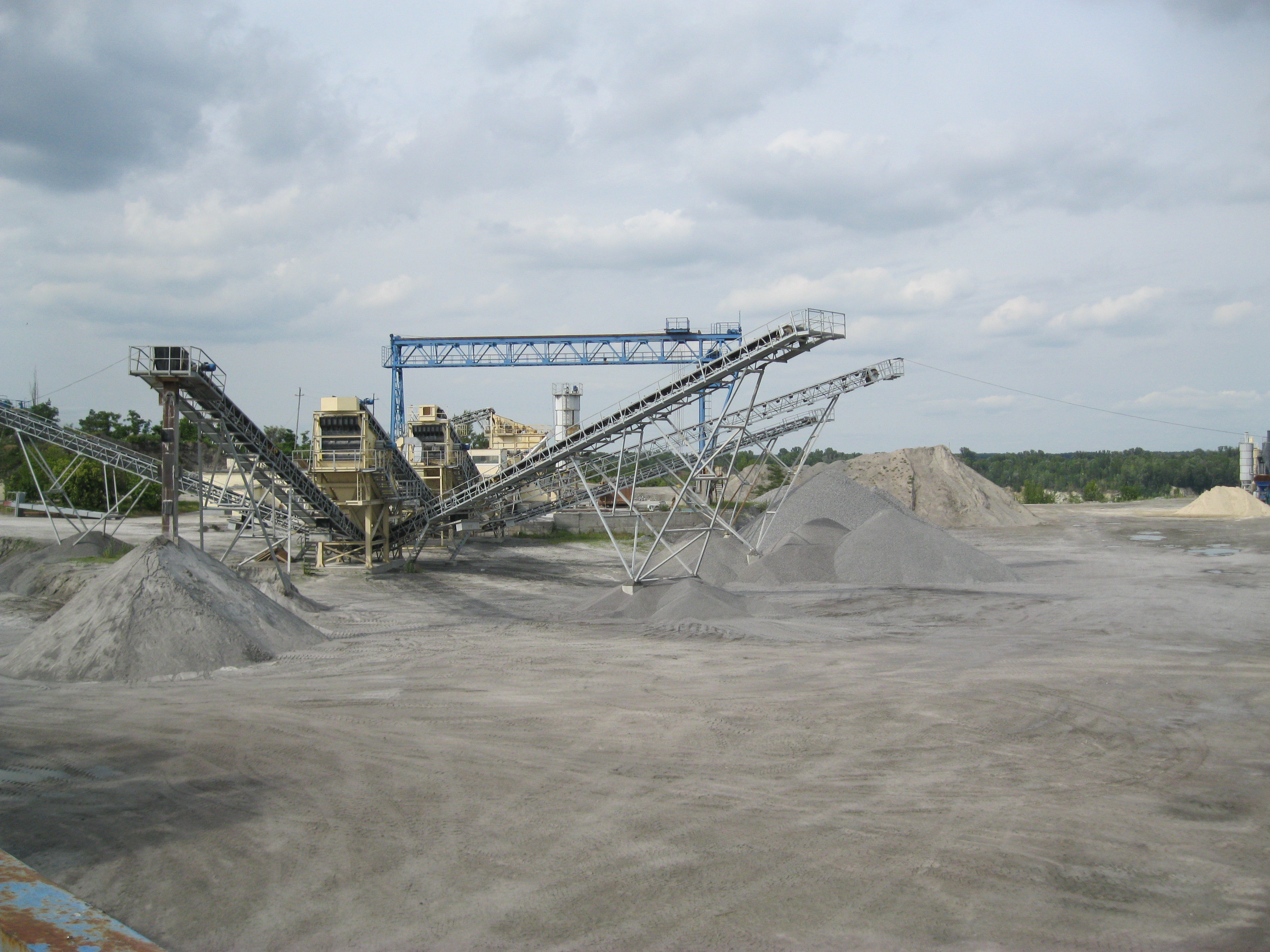
Видобуток граніту на Малокохнівському родовищі

У Полтавській області зосереджені значні запаси граніту й мігматиту. Нижче наведені деякі з найбільших родовищ:
- Крюківське родовище (на півдні м. Кременчука)[19]
- Малокохнівське родовище (на південь від с. Мала Кохнівка в межах м. Кременчука)[20]
- Піщанське родовище (між с. Піщане та Кременчуком)[21]
- Солошинське родовище (на південь від с. Солошине Кременчуцького району)[3]
- Тахтайське родовище (на південний захід від с. Брачківка Полтавського району)[3]

### Пісок
Будівельні піски Полтавської області зазвичай залягають у алювіальних відкладах четвертинних терас, а також можуть бути пов'язані з відкладами новопетрівської світи міоцену та берекської світи олігоцену.
Узагалі, пісок видобувають у багатьох кар'єрах на території області, зокрема й нелегальних. Деякі з найбільших родовищ піску в Полтавській області:
- Чутівське родовище кварцових пісків, яке складають алювіальні верхньочетвертинні відклади, лежить на першій надзаплавній терасі Коломака. Піски цього родовища дрібно- та середньозернисті, мають сірий або жовтувато-сірий відтінок і залягають шарами від 3,6 до 7,5 метрів. Родовище являє собою піщані поклади завдовжки до 1500 метрів і завширшки до 850 метрів.[3]
- Лейківське родовище лежить у Миргородському районі між селами Матяшівка (на півдні) й Мареничі (на півночі).[24]
- Новоселівське III родовище піску лежить на 3,8 км на захід від села Новоселівка Полтавського району. Тут видобувають пісок жовтого кольору.[25]
- Яциново-Слобідське родовище піску розташоване за 0,6 км на південний схід від села Яцинова Слобідка в Полтавському районі.[26][27]

### Глинисті породи
Як і пісок, видобуток глинистих порід на Полтавщині часто ведеться нелегально. Законно суглинок видобувають на Петрівсько-Роменському родовищі, що лежить у Мирогородському районі, на правому березі Хоролу, між селами Венеславівка й Петрівка-Роменська. За формою родовище являє собою неправильний багатокутник, витягнутий у напрямку з півночі на південь. Його поверхня має нахил з північного сходу на південний захід (із 164 до 157 метрів). Тут у кар'єрі видобувають верхньочетвертинні суглинки різних відтінків: палевий, палево-жовтий, жовтий.

## Гідромінеральні ресурси

### Води
На більшій частині Полтавської рівнини перший водоносний горизонт підземних вод лежить переважно в межах вододілів на глибинах 2–18 метрів. Мінеральні води Полтавщини представлені двома групами: водами без специфічних компонентів та водами зі специфічними компонентами.
Родовища лікувальних мінеральних вод:
- Миргородське (дебіт 2127 кубічних метрів за добу)
- Новосанжарське (дебіт 615 кубічних метрів за добу)
- Зіньківське (дебіт 102 кубічних метрів за добу)
- Великобагачанське (дебіт 1300 кубічних метрів за добу)

Узагалі, зі 120 проявів мінеральних вод Полтавщини:
- 13 — це природні столові мінеральні води;
- 38 — природні лікувально-столові мінеральні води;
- 69 — природні лікувальні мінеральні води.

### Лікувальні грязі
Родовища лікувальних грязей (торф'яні пелоїди):
- Миргородське
- Семиреньківське
- Романівське

## Проблеми
Головними причинами, через які надра не розробляються, є невеликі запаси корисних копалин та складна логістика, що робить їх видобуток економічно невигідним. Також ситуацію ускладнює надлишок продукції на ринку, що знижує попит. Розташування родовищ у зонах водних об'єктів, лісових територій або природно-заповідного фонду створює додаткові обмеження для їх освоєння. До цього додаються труднощі із землевідведенням та отриманням необхідних дозволів і погоджень від різних органів влади.
Великою проблемою є екологічність видобутку корисних копалин. Так із 2009 року в Кременчуцькому районі точаться суперечки щодо доцільності будівництва ще одного ГЗК — Біланівського. Противники будівництва (науковці, екологи, місцеві активісти) наголошують на цілій низці екологічних і соціальних проблем, якими загрожує будівництво нового ГЗК:
- радіоактивне забруднення при розробці родовища відкритим способом;
- вивітрювання порід і пилу, які розносяться вітром в радіусі десятків кілометрів;
- збільшення кількості професійних захворювань не лише серед працівників, а й серед мешканців прилеглих територій;
- знищення Псла;
- проблеми зі ставком-випарником Кременчуцького НПЗ;
- переселення кількох населених пунктів.[14][15]

Ще однією проблемою є й незаконний видобуток корисних копалин, особливо піску та глини. При цьому, окрім безпосередній збитку на мільярди гривень, порушники заподіюють шкоду й природі, наприклад, пошкоджуючи родючий шар ґрунту. І незважаючи на десятки відкритих кримінальних справ, така ситуація не змінюється роками.